# Плимут (Мичиген)
Плимут (Мичиген) (енгл. Plymouth) град је у америчкој савезној држави Мичиген. По попису становништва из 2010. у њему је живело 9.132 становника.

## Демографија
Према попису становништва из 2010. у граду је живело 9.132 становника, што је 110 (1,2%) становника више него 2000. године.
| Група             | 2000.         | 2010.         |
| Белци             | 8.616 (95,5%) | 8.469 (92,7%) |
| Афроамериканци    | 51 (0,6%)     | 146 (1,6%)    |
| Азијати           | 95 (1,1%)     | 199 (2,2%)    |
| Хиспаноамериканци | 118 (1,3%)    | 163 (1,8%)    |
| Укупно            | 9.022         | 9.132         |